# Aubree Miller
Pour les articles homonymes, voir Miller.
Aubree Miller est une Américaine née le 15 janvier 1979 à Sherman Oaks (Californie) et connue pour avoir joué la jeune Cindel Towani dans L'Aventure des Ewoks et La Bataille d'Endor, deux épisodes hors-série de la saga Star Wars. Cependant, peu séduite par le métier d'actrice, elle a cessé toute activité après ces deux films et n'a plus jamais fait parler d'elle.

## Filmographie
- 1985 : La Bataille d'Endor : Cindel Towani
- 1984 : L'Aventure des Ewoks : Cindel Towani